# Carl Schmitt (Maler)
Carl Schmitt (* 6. Mai 1889 in Warren, Ohio; † 27. Oktober 1989 in Norwalk, Connecticut) war ein US-amerikanischer Maler, Radierer, Zeichner und Kunsttheoretiker. Über einen Zeitraum von acht Jahrzehnten schuf er ein eigenständiges ästhetisches Werk im Spannungsfeld zwischen europäischer Tradition und moderner Bildsprache.

## Leben
Carl Schmitt wurde 1889 in Warren, Ohio, geboren. Er studierte Kunst bei Emil Carlsen in New York sowie an der Accademia di Belle Arti in Florenz, Italien. Nach seinem Militärdienst im Ersten Weltkrieg heiratete er 1918 Gertrude Lord. Das Ehepaar ließ sich in der Künstlerkolonie Silvermine in Connecticut nieder, wo Schmitt bis zu seinem Tod lebte und arbeitete. 1922 war er Mitbegründer der Silvermine Guild of Artists. In den frühen 1930er-Jahren zog er sich weitgehend vom öffentlichen Kunstbetrieb zurück, um sich seiner künstlerischen Arbeit und seiner Familie zu widmen. Gemeinsam mit seiner Frau zog er zehn Kinder groß. Während der Weltwirtschaftskrise und einer langjährigen Tuberkuloseerkrankung lebte er in Armut, setzte jedoch seine künstlerische Tätigkeit in relativer Zurückgezogenheit fast ein halbes Jahrhundert lang fort. Seine Malerei und schriftstellerischen Arbeiten entstanden bis kurz vor seinem Tod am 25. Oktober 1989 im Alter von 100 Jahren.
1996 wurde die Carl Schmitt Foundation (CSF) gegründet, um sein künstlerisches und geistiges Erbe zu bewahren und der Öffentlichkeit zugänglich zu machen. Die Stiftung unterhält ein Archiv und eine Galerie seiner Werke, gibt eine Newsletter-Reihe heraus und organisiert Ausstellungen, Vorträge und Publikationen. 2013 veröffentlichte die Stiftung den Bildband Carl Schmitt: The Vision of Beauty, 2016 folgte die Essaysammlung The Conscience of Beauty. Die Stiftung wird von Samuel Schmitt, einem Enkel des Künstlers, geleitet.

## Werk
Das künstlerische Werk von Carl Schmitt umfasst Ölgemälde, Pastelle, Aquarelle, Radierungen und Zeichnungen. Sein Œuvre reicht von Stillleben und Porträts bis zu religiösen und symbolischen Motiven. Er verband europäische klassische Bildtraditionen mit impressionistischen Farbauffassungen zu einer lyrischen Bildsprache, die von ästhetischer und religiöser Tiefe geprägt ist. Zu seinen bekannten Werken zählen unter anderem Blue Bowl (Öl auf Leinwand, 23 × 19 cm, Privatsammlung), Gertrude in Roman Scarf (Öl auf Leinwand, um 1960, 25,4 × 76,8 cm, Privatsammlung) und ein Selbstporträt aus dem Jahr 1915 (Öl auf Leinwand, 50,8 × 45,7 cm, Sammlung der Carl Schmitt Foundation). Carl Schmitt stellte unter anderem im Brooklyn Museum, auf der Carnegie International, im Art Institute of Chicago, in der Corcoran Gallery Washington, an der Pennsylvania Academy of the Fine Arts (PAFA) und in der National Academy of Design aus.